# Nowa Katedra w Linzu
Koncepcja Nowej Katedry w Linzu została podniesiona w 1855 przez biskupa Franciszka Józefa Rudigiera (1811-1884) w liście pasterskim, w którym wezwał wiernych do zbudowania w Linzu kościoła dla uczczenia ustanowionego 8 grudnia 1854 dogmatu o niepokalanym poczęciu NMP. Budowa rozpoczęła się w 1862, a w 1924 biskup Johannes Maria Gföllner konsekrował gotowy budynek Katedry Najświętszej Marii Panny. Projekt autorstwa głównego budowniczego archidiecezji kolońskiej, Vincenza Statza, został wykonany w stylu neogotyku francuskiego. Koszt budowy wyniósł 28 mln koron w złocie.
Katedra ma 20 tys. miejsc stojących dla wiernych, co czyni ją największym, choć nie najwyższym kościołem w Austrii. Pierwotnie planowano budowę wyższej wieży, ale plany te nie zostały zrealizowane, ponieważ w czasach Austro-Węgier budynek nie mógł być wyższy niż Wieża Południowa z Katedry św. Szczepana w Wiedniu. Wieża o wysokości 135 m jest o 2 m niższa niż ta w Wiedniu.
Katedra słynie ze swych witraży. Jeden z nich ukazuje historię Linzu, inne przedstawiają portrety fundatorów budowy kościoła. Podczas II wojny światowej część okien, zwłaszcza w południowej części katedry, uległa zniszczeniu. W miejsce zniszczonych witraży, zamiast odtwarzać dawne wzory, wstawiono nowe, stworzone w duchu sztuki współczesnej. Warta uwagi jest także znajdująca się w krypcie szopka z figurami autorstwa S. Osterriedera oraz wystawa insygniów władzy biskupa Rudigiera.

## Galeria

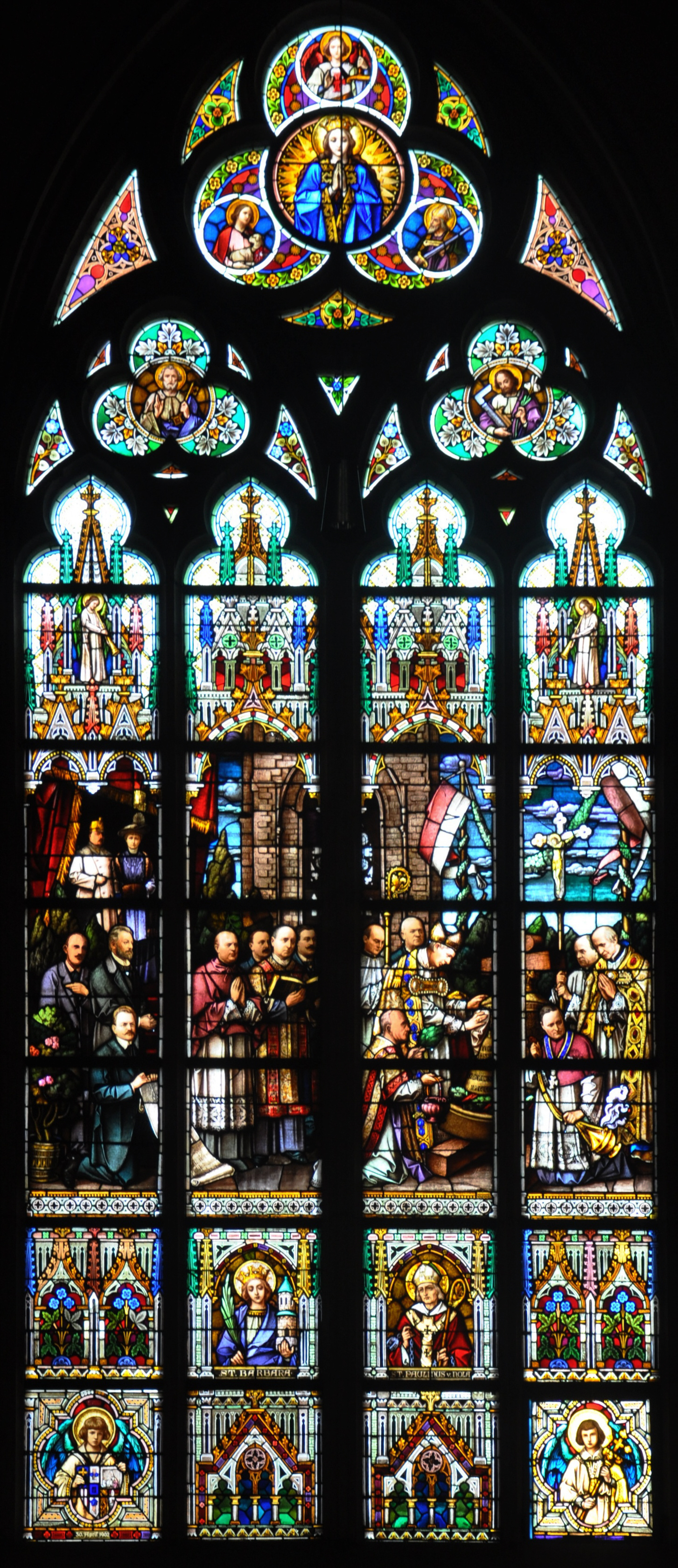
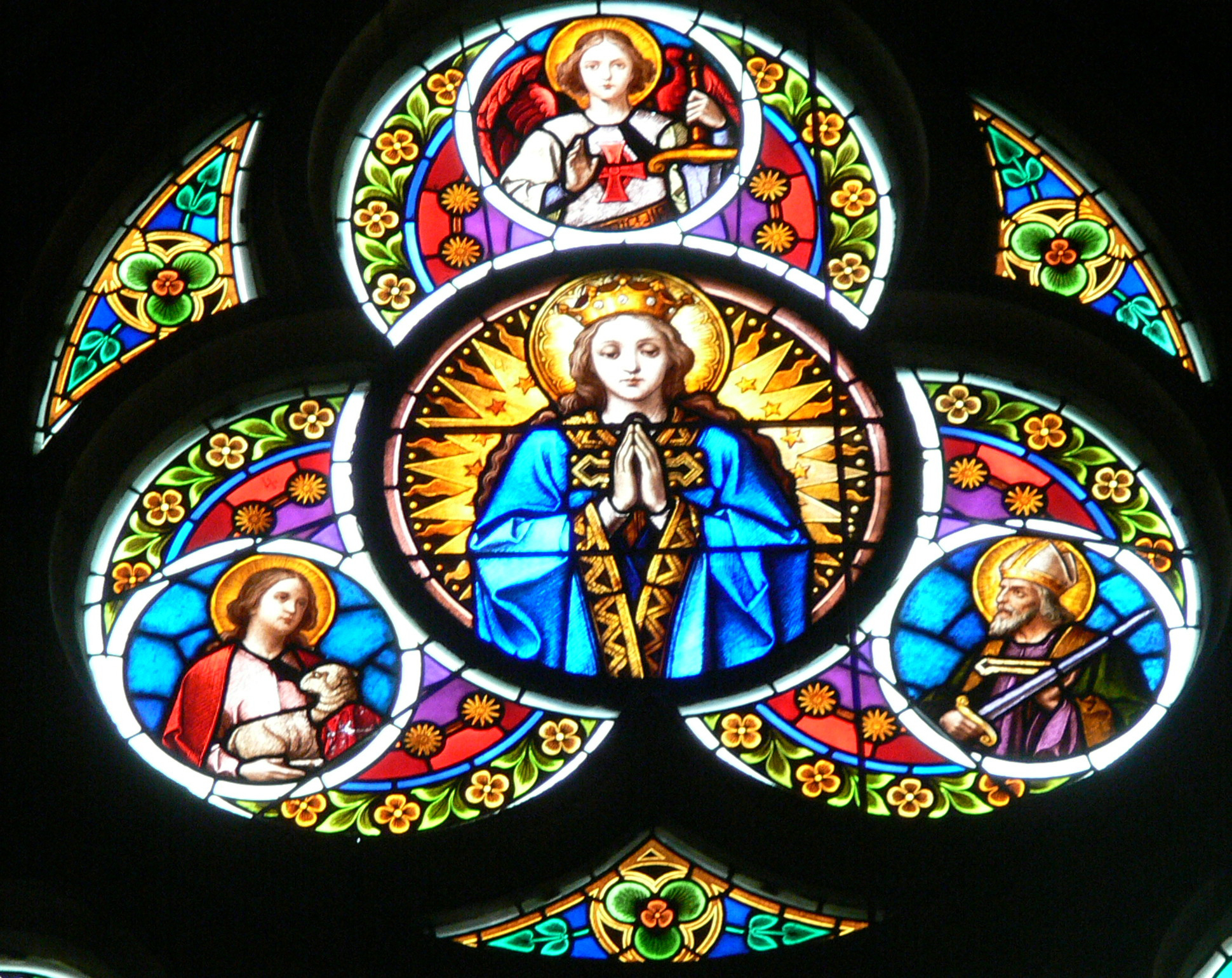
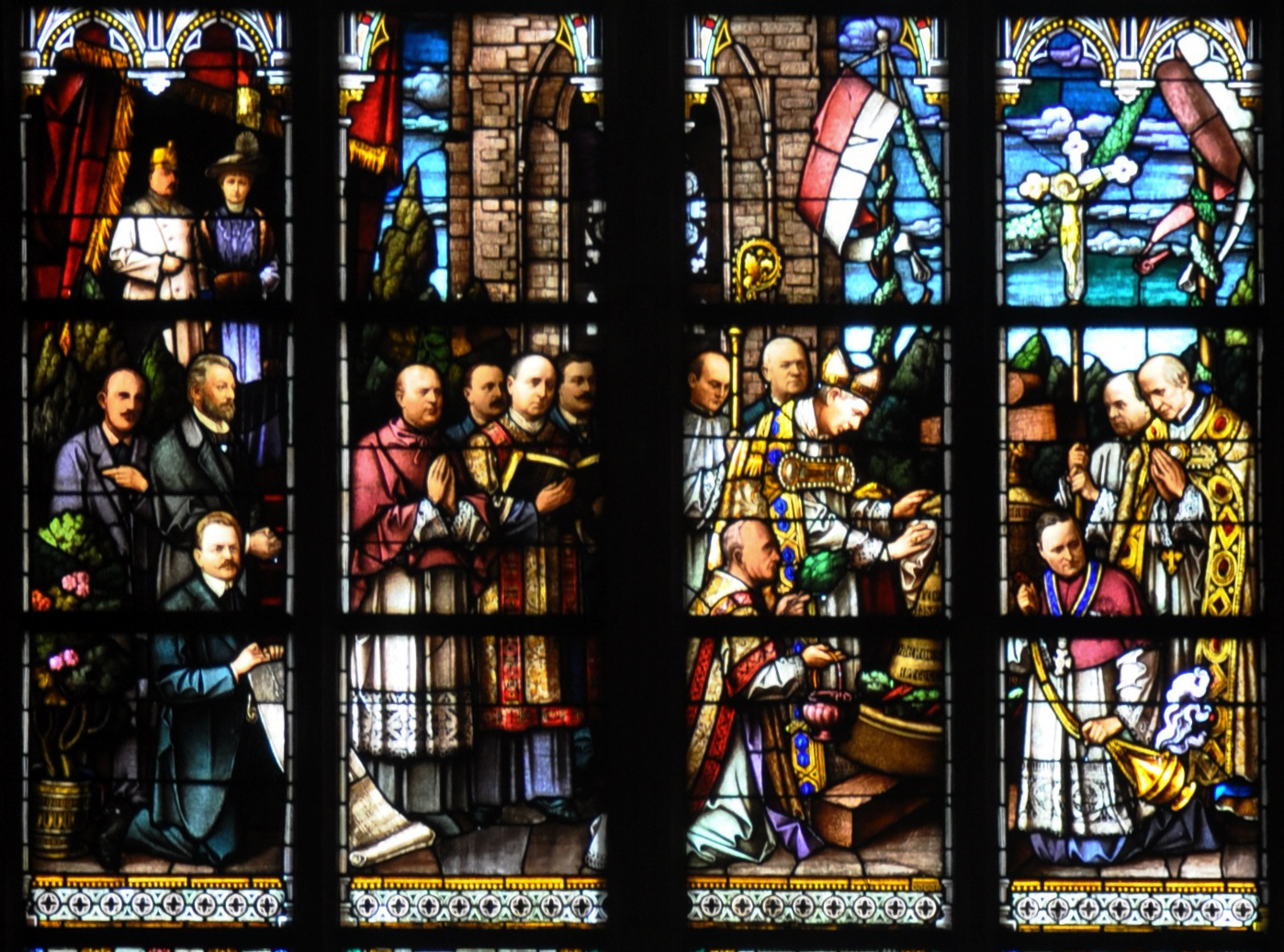

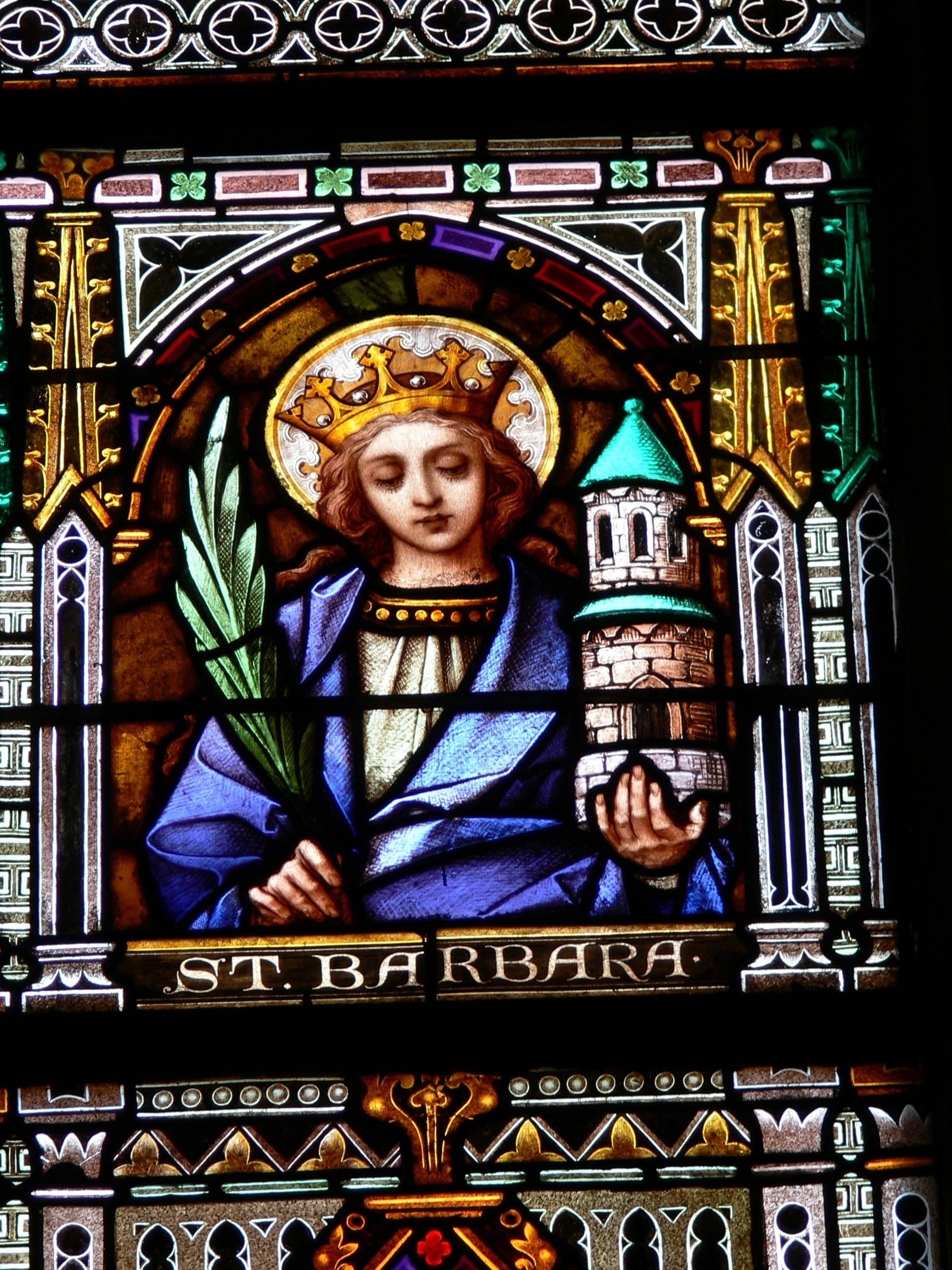
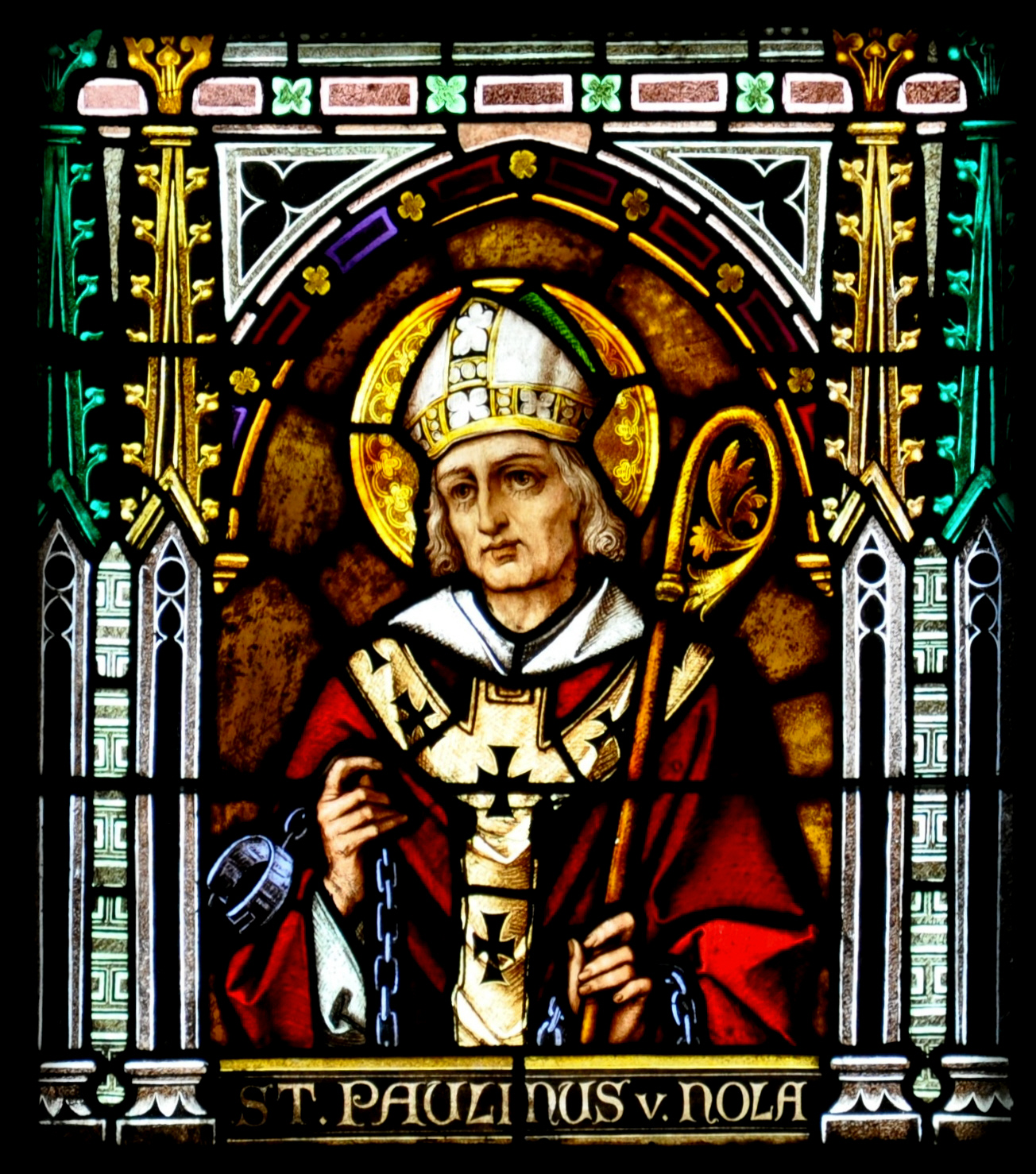
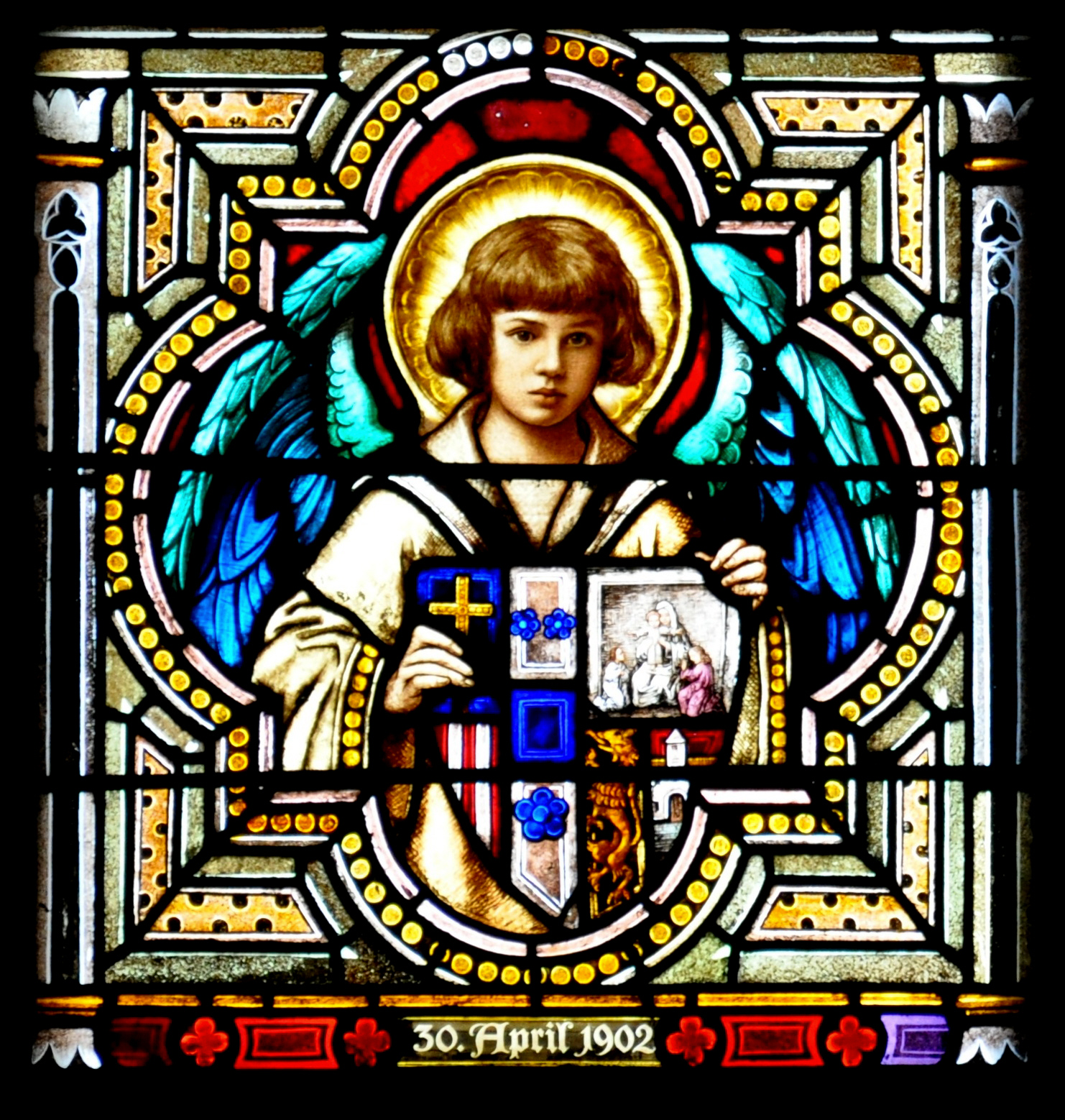